# Haplochrois xiphodes
Haplochrois xiphodes is een vlinder uit de familie van de grasmineermotten (Elachistidae). De wetenschappelijke naam van de soort is, als Syntetrernis xiphodes, voor het eerst geldig gepubliceerd in 1922 door Meyrick.